# Latimeria
Genre
Espèces de rang inférieur
- Latimeria chalumnae Smith, 1939
- Latimeria menadoensis Pouyaud et al., 1999

Latimeria est un genre de poissons sarcoptérygiens aujourd'hui rare et dont l'habitat se limite à certaines zones de l'océan Indien et de la mer de Célèbes. Le genre doit sa célébrité à sa position dans l'arbre du vivant. Morphologiquement ressemblant aux ancêtres aquatiques des vertébrés terrestres qui vivaient il y a un peu plus de 360 millions d'années (Ma), il possède une poche d'air qui pourrait être le vestige d'un poumon ancestral, ce qui l'a souvent fait qualifier – à tort car ces expressions n'ont aucun sens scientifique – de « fossile vivant »  ou de « chaînon manquant ». Le genre compte deux espèces subsistantes, toutes deux menacées : Latimeria chalumnae, la première espèce découverte en 1938, et le cœlacanthe de Manado (Latimeria menadoensis), découvert en 1999 près de l'île indonésienne de Manado Tua, au nord de Sulawesi.

## Description

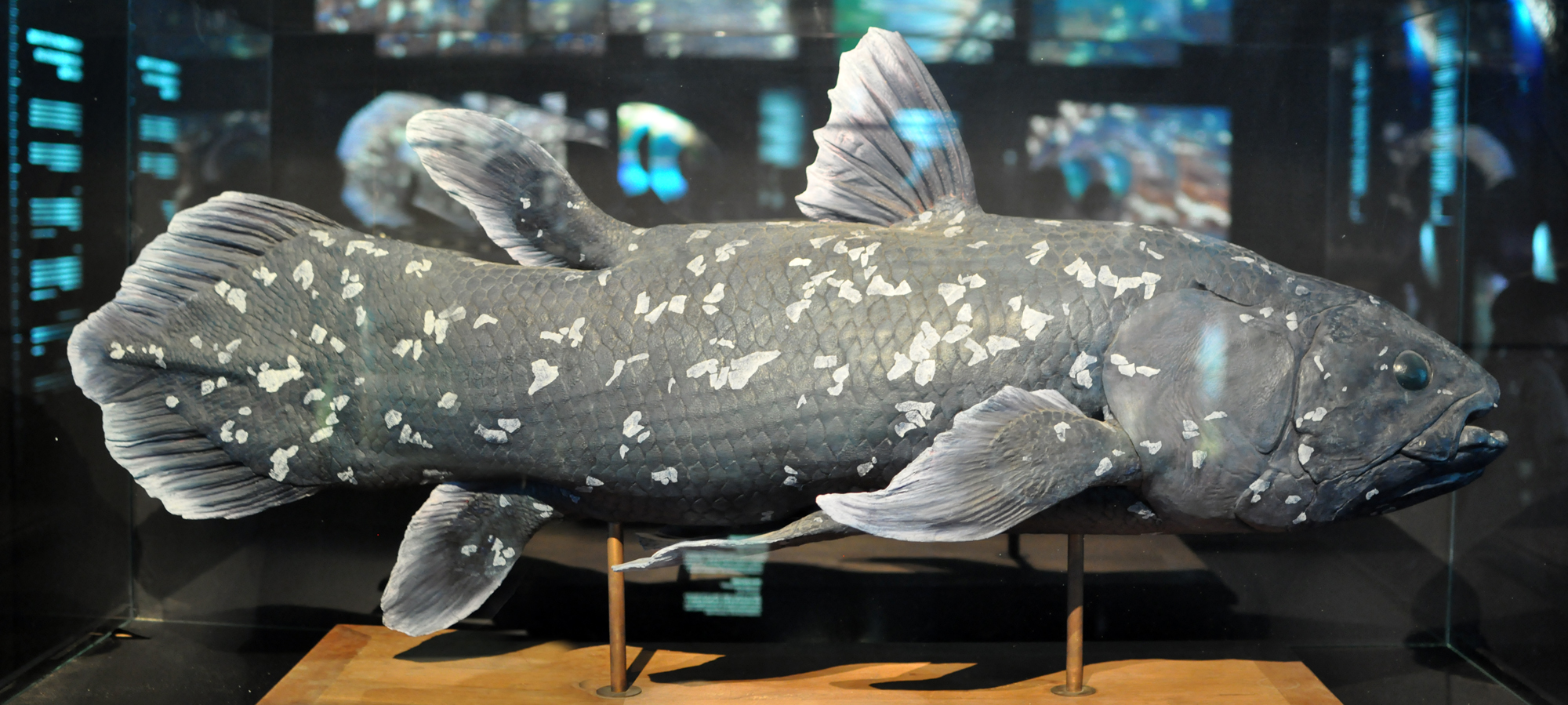
Reconstitution de Latimeria chalumnae.

Le corps est massif et la nageoire caudale diphycerque est formée de trois lobes. Le cœlacanthe possède deux nageoires paires, la nageoire pectorale et la nageoire pelvienne, et trois nageoires impaires, deux nageoires dorsales et une nageoire anale. Comme les tétrapodes et les dipneustes, l'articulation des membres pairs est monobasale : la nageoire pectorale est ainsi articulée à la ceinture scapulaire par l'humérus.
Le cœlacanthe possède certaines caractéristiques anatomiques ne se retrouvant que chez des sarcoptérygiens fossiles. Le crâne est divisé en deux portions, l'une antérieure (portion ethmosphenoïdienne) regroupant les capsules olfactives et les yeux, et l'autre postérieure (otoccipitale) où se trouvent les capsules otiques. Ces deux portions du crâne sont articulées par un joint intracrânien. L'articulation intracrânienne est un caractère général des sarcoptérygiens, qui a été indépendamment perdu chez les tétrapodes et les dipneustes. Elle jouerait un rôle dans la prise alimentaire, en élevant de 10 à 15° la portion antérieure du crâne lors de l'ouverture de la gueule. La biomécanique de cette articulation reste méconnue.
La portion antérieure du crâne abrite un organe rostral électrorécepteur. Dans la nature actuelle, cet organe ne se retrouve que chez le cœlacanthe. Sa présence a été également inférée chez les cœlacanthes fossiles. Le rôle de cet organe demeure hypothétique. Il permettrait de détecter le faible champ électrique provoqué par une éventuelle proie dissimulée sous un fragment de récif ou dans le sable.
La notochorde s’étire sur l’ensemble du corps. Antérieurement, elle prend origine sous la portion postérieure du crâne. Son diamètre important reste constant sur l’ensemble du corps. La notochorde s’effile postérieurement à la nageoire anale. Elle permet le soutien du corps, le centrum des vertèbres n’étant pas ossifié. Les arcs hémaux et neuraux ossifiés sont respectivement positionnés ventralement et dorsalement à la notochorde.

## Mode de vie
Les premiers spécimens du genre Latimeria ont été découverts en 1952 à des profondeurs moyennes (entre 100 et 400 m) dans le nord du canal de Mozambique, près de l'archipel des Comores.
Ils se réfugient souvent dans les grottes sous-marines, ce qui les rend difficiles à observer et explique en partie que les spécialistes ont longtemps cru cette espèce disparue. On en a recensé moins de deux cents spécimens, tous dans l'Océan Indien.

## Reproduction

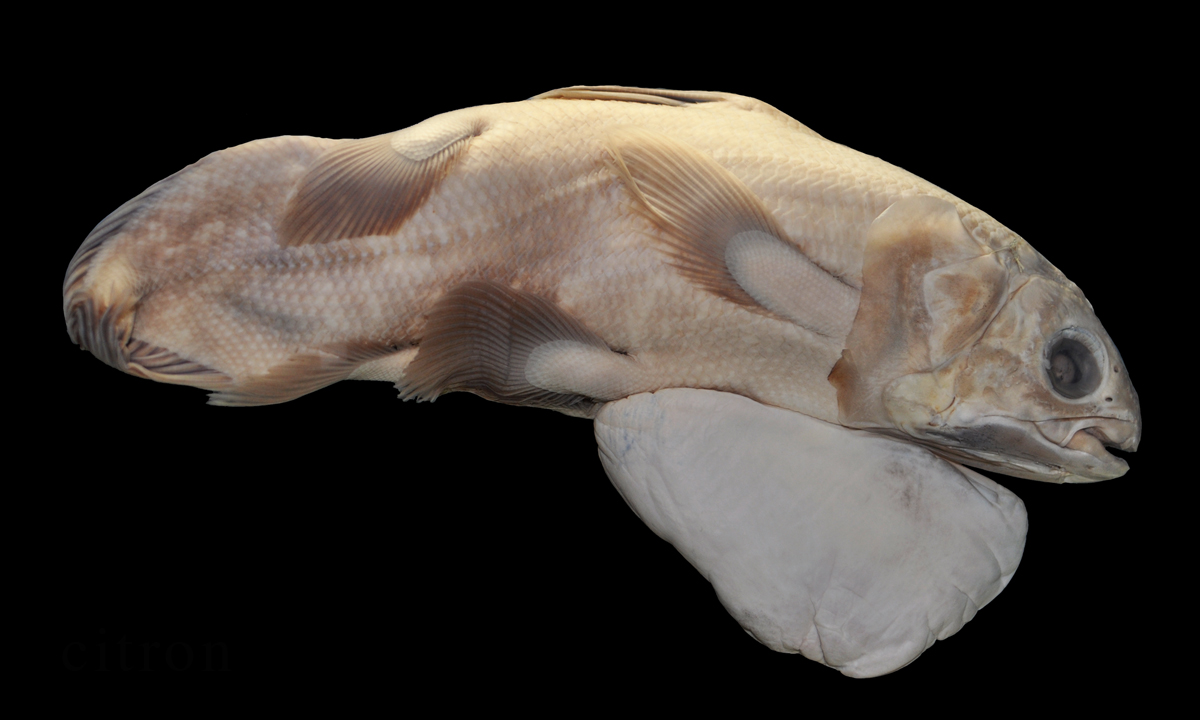
Embryon de cœlacanthe (Latimeria chalumnae), avec son sac vitellin issu d'une femelle gestante capturée le 8 janvier 1962 à Mutsamudu (Comores) avec 4 autres embryons.

On a découvert en 1975 que ces espèces étaient, comme Holophagus penicillata du Jurassique, ovovivipares. Les femelles ne portent que quatre à cinq petits alevins (32,2 cm) et leur gestation pourrait durer près d'un an. On ignore dans quelles conditions et à quelle époque sont expulsés les petits. Les chercheurs n'ont d'ailleurs pas encore découvert d'alevins.

## Histoire évolutive
Le groupe des actinistiens, qui inclut les cœlacanthes, est apparu au Dévonien (de 420 à 360 Ma), pendant le Paléozoïque. Ils se diversifièrent au Crétacé, avec certaines espèces atteignant trois mètres de longueur, avant de décliner à partir de la fin du Crétacé (vers 70 Ma).
Depuis leur apparition jusqu'à aujourd'hui, la morphologie des actinistiens n'a que très peu changé, ce qui a incité certains vulgarisateurs scientifiques à les qualifier de « fossiles vivants ». Mais même si la forme n'a pas été profondément modifiée par les processus évolutifs, les cœlacanthes actuels ne sont pas la même espèce que les premiers représentants du groupe.
Un article paru en 2007  relate l'observation d'un cœlacanthe fossile du Dévonien, et plus particulièrement du squelette interne d'une nageoire. Il ressort de cette observation que si l'aspect morphologique est très similaire, l'aspect anatomique est très différent, puisque le squelette de la nageoire de ce poisson est asymétrique, contrairement à celui des Latimeria actuels, qui est symétrique. En d'autres termes, si l'aspect externe d'une patte de cœlacanthe a été peu modifié depuis le Dévonien, son anatomie a subi des remaniements substantiels. On peut donc aussi supposer de façon raisonnable que la physiologie et le métabolisme de ces espèces a évolué, hypothèse néanmoins difficilement vérifiable.

## Liste des espèces
Selon FishBase (17 février 2015), World Register of Marine Species (17 février 2015) et ITIS (17 février 2015) :
- Genre Latimeria Smith, 1939
  - Latimeria chalumnae Smith, 1939
  - Latimeria menadoensis Pouyaud, Wirjoatmodjo, Rachmatika, Tjakrawidjaja, Hadiaty & Hadie, 1999

## Historique

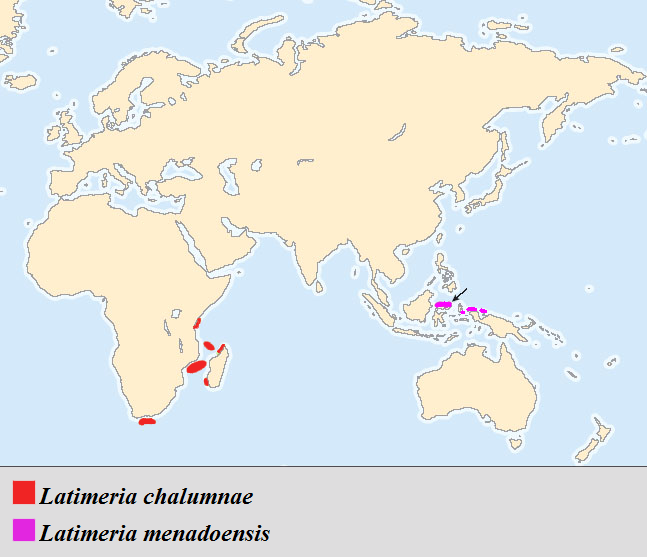
Distribution des Latimeria découverts

### Première découverte en Afrique du Sud
Le 22 décembre 1938, un pêcheur, Hendrick Goosen, capture dans l'océan Indien à 18 milles nautiques de East London sur la côte sud-africaine, un poisson qu'il est incapable d'identifier. Ce poisson est cependant connu depuis longtemps des pêcheurs locaux qui se servent de ses écailles comme racloirs. Pesant plus de 60 kg et mesurant 1,65 m, le poisson possède de grosses écailles et une puissante mâchoire munie de dents.
À son débarquement, Hendrick Goosen contacte son amie Marjorie Courtenay-Latimer, conservatrice au musée d'East London, pour lui présenter comme d'habitude ses prises du jour. Elle repère au milieu de plusieurs requins l'étrange poisson bleu qu'Hendrick Goosen a capturé. Elle l'emporte alors avec elle au musée afin de l'étudier et de l'identifier. Ne le trouvant dans aucun de ses ouvrages, elle en fait un croquis et l'envoie à son ami, l'ichtyologiste James Leonard Brierley Smith qui n'en revient pas : « Je n'aurais pas été plus étonné si j'avais vu un dinosaure marcher dans la rue ».
Ne pouvant conserver le poisson en l'état, elle décide en attendant la venue de Smith d'envoyer l'animal chez un taxidermiste. À l'arrivée de Smith, il identifie immédiatement le spécimen comme étant un cœlacanthe, connu uniquement à l'état de fossile. L'espèce est baptisée Latimeria chalumnae en l'honneur de Marjorie Courtenay-Latimer et des eaux dans lesquelles elle a été trouvée (la Chalumna River).

### Comores

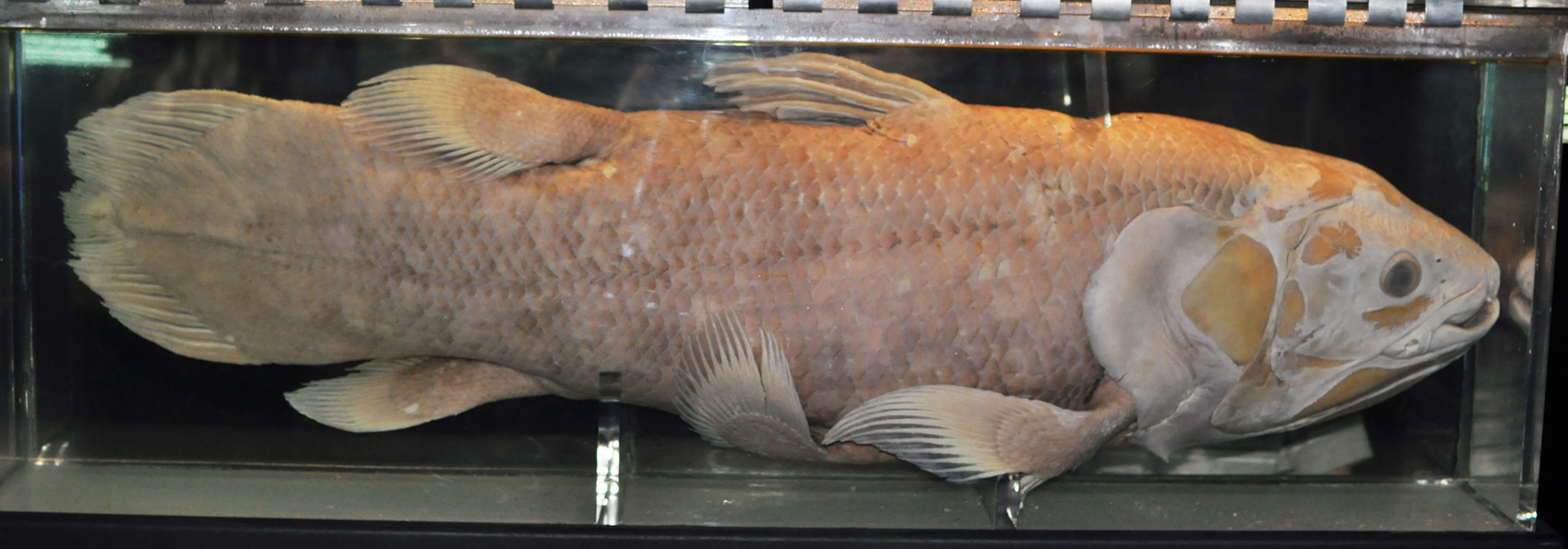
Latimeria chalumnae

L'étude complète du cœlacanthe n'a pu être réalisée (le taxidermiste ayant enlevé les tissus mous). Smith se consacre alors à la recherche d'autres spécimens plus au nord, dans l'Océan Indien autour de Madagascar.
Une traque mondiale est alors lancée avec à la clé une récompense de 100 livres britanniques (une somme très importante pour les pêcheurs africains de l'époque). Elle reste vaine pendant près de quatorze années jusqu'à la découverte d'un autre spécimen aux Comores en 1952.
En l'absence de vols commerciaux vers les Comores, Smith qui souhaite étudier au plus vite le poisson obtient l'autorisation de l'armée sud-africaine d'utiliser un Dakota pour aller le chercher. Les pêcheurs locaux sont alors étonnés de découvrir quelqu'un prêt à verser une somme très importante pour un poisson qui ne leur est pas inconnu (son nom comorien est gombessa) et qu'ils capturent plusieurs fois par an par erreur.
Depuis 1952, près de deux cents spécimens ont été capturés et achetés pour être étudiés et envoyés dans des musées ou des aquariums jusqu'à ce que les chercheurs se rendent compte que leur course au spécimen met en danger l'espèce.
L'un de ces spécimens est visible à l'Office du Tourisme de Port-la-Nouvelle.

### Seconde espèce en Indonésie
En 1998, une autre espèce a été identifiée près de l'île indonésienne de Manado Tua, dans le parc national marin de Bunaken. Une polémique concernant la validité de cette découverte a fait rage en 2000, des articles parus dans la revue Nature contestant les premières informations parues sur cette découverte, d'autant plus que le chercheur Bernard Séret avait tenté de faire croire au magazine Nature en l'existence d'un cœlacanthe indonésien sur la base d'une photographie truquée. Mais les analyses génétiques sur ces animaux ont bien confirmé qu'il s'agissait d'une espèce-sœur, Latimeria menadoensis.
En juin 2006, selon le quotidien indonésien Kompas, le Centre indonésien de recherche océanographique et le musée japonais Aquamarine Fukushima ont réussi à prendre des photos de cinq de ces poissons à une profondeur de 150 m, grâce à des appareils photographiques sous-marins.
Le 19 mai 2007, Yustinus Lahama, un pêcheur indonésien, et son fils, prennent dans leurs filets un cœlacanthe mesurant 1,31 m et pesant 51 kg, au large des côtes de la province de Sulawesi du Nord. Ils le gardent chez eux pendant une heure, précise le professeur Grevo Gerung de l'université de Sam Ratulangi. Le poisson est ensuite placé dans un parc en bord de mer où il survit environ 17 heures. « Retiré de son habitat naturel, à une soixantaine de mètres de profondeur, les cœlacanthes ne peuvent normalement pas vivre plus de deux heures. Nous allons chercher à savoir pourquoi celui-ci a tenu si longtemps. », a dit Gerung.
Aujourd'hui, les deux espèces sont inscrites sur les listes de la Convention sur le commerce international des espèces de faune et de flore sauvages menacées d'extinction (ou CITES).

### Liste des découvertes
La chronologie des découvertes et des explorations, se résume somme suit :
| Date       | Description |
| ---------- | --- |
| avant 1938 | Bien qu'inconnu dans le monde occidental , les natifs d'Afrique du Sud connaissaient l'existence du Cœlacanthe qu'ils nommaient "gombessa" ou "mame". |
| 1938       | (23 décembre) Première découverte d'un C. actuel à 30 kilomètres au sud-ouest d'East London (Afrique du Sud) par Marjorie Courtenay-Latimer. |
| 1952       | (21 décembre) Deuxième spécimen connu de la science identifié dans les Comores. Depuis plus de 200 ont été pêchés dans les îles de la Grande Comore et d'Anjouan. |
| 1962       | (8 janvier) Quatre embryons de Latimeria chalumnae issus d'une femelle gestante capturée à Mutsamudu (Comores). |
| 1988       | Premières photos de plusieurs C. dans leur habitat naturel, ailleurs qu'à la Grande Comore, par Raphaël Plante et Hans Fricke (de). |
| 1991       | Premier C. identifié près du Mozambique, à 24 kilomètres au large de la côte nord-est de la ville de Quelimane. |
| 1995       | Premier C. enregistré à Madagascar, à 30 kilomètres de la côte sud de Tuléar. |
| 1997       | (18 septembre) Un nouveau C. découvert en Indonésie, par Arnaz M. et Mark V. Erdmann,. La découverte n'est officiellement publiée qu'un an plus tard, le 24 septembre 1998, dans le magazine Nature. Mais à cette date, on ne sait pas encore qu'on a affaire à une nouvelle espèce. Le poisson est connu localement sous le nom de "Raja Laut" (Roi de la mer). |
| 1999       | (mars) Le C. indonésien est officiellement reconnu comme une espèce différente de celle du continent africain (Latimeria menadoensis). La publication se fait simultanément, les 22 et 24 mars, respectivement dans les CR Académie Sciences de Paris et Nature.                                                                                                 |
| 2000       | Un groupe de C. trouvé par des plongeurs, dirigé par Peter Timm (Triton Dive Lodge), au large de Sodwana Bay (Parc d'iSimangaliso, Afrique du Sud) dans la zone profonde de Jesser Canyon . |
| 2001       | Un groupe de C. découvert par des plongeurs au large des côtes du Kenya. |
| 2003       | Premier C. capturé par un pêcheur en Tanzanie. Pendant la même année 22 y furent capturés. |
| 2004       | Un chercheur canadien, William Sommers, capture le plus grand spécimen connu de C. au large de la côte de Madagascar[réf. nécessaire]. |
| 2007       | (19 mai) Un pêcheur indonésien, Justinus Lahama, capture un C. de 1,31 mètre de long et 51 kilogrammes, au large de l'île de Célèbes (Sulawesi), près de Bunaken National Marine Park. Le poisson a pu être maintenu en vie durant 17 heures dans une piscine de quarantaine. Il s’agirait du 2e spécimen de cœlacanthe connu découvert en Indonésie.            |
| 2007       | (15 juillet) Deux pêcheurs de Zanzibar capturent un C. de 1,34 mètre et pesant 27 kilogrammes. Le poisson a été capturé au large de la pointe nord de l'île, face à la côte tanzanienne. |
| 2013       | Une équipe de plongeurs autonomes dirigée par Laurent Ballesta filme des C. au large de Sodwana Bay, par 120 mètres de fond, dans le cadre d'un programme scientifique,. |